# Монтиньи-Лангрен
Монтиньи́-Лангре́н (фр. Montigny-Lengrain) — коммуна во Франции, находится в регионе Пикардия. Департамент коммуны — Эна. Входит в состав кантона Вик-сюр-Эн. Округ коммуны — Суассон.
Код INSEE коммуны — 02514.

## Население
Население коммуны на 2010 год составляло 668 человек.
| 1962 | 1968 | 1975 | 1982 | 1990 | 1999 | 2010 |
| ---- | ---- | ---- | ---- | ---- | ---- | ---- |
| 649  | 617  | 584  | 574  | 585  | 635  | 668  |

## Экономика
В 2010 году среди 462 человек трудоспособного возраста (15—64 лет) 342 были экономически активными, 120 — неактивными (показатель активности — 74,0 %, в 1999 году было 71,1 %). Из 342 активных жителей работали 301 человек (176 мужчин и 125 женщин), безработных было 41 (14 мужчин и 27 женщин). Среди 120 неактивных 39 человек были учениками или студентами, 36 — пенсионерами, 45 были неактивными по другим причинам.